# NGC 4978
NGC 4978 est une vaste galaxie lenticulaire située dans la constellation de la Chevelure de Bérénice. Sa vitesse par rapport au fond diffus cosmologique est de 6 804 ± 21 km/s, ce qui correspond à une distance de Hubble de 100,4 ± 7,0 Mpc (∼327 millions d'al). NGC 4978 a été découverte par l'astronome britannique John Herschel en 1827.
À ce jour, une mesure non basée sur le décalage vers le rouge (redshift) donne une distance d'environ 88,400 Mpc (∼288 millions d'al). Cette valeur est à l'extérieur des valeurs de la distance de Hubble. Notons cependant que c'est avec la valeur moyenne des mesures indépendantes, lorsqu'elles existent, que la base de données NASA/IPAC calcule le diamètre d'une galaxie et qu'en conséquence le diamètre de NGC 4978 pourrait être d'environ 55,4 kpc (∼181 000 al) si on utilisait la distance de Hubble pour le calculer.